# Sarcophaga yaanensis
Sarcophaga yaanensis är en tvåvingeart som beskrevs av Feng 1986. Sarcophaga yaanensis ingår i släktet Sarcophaga och familjen köttflugor. Inga underarter finns listade i Catalogue of Life.